# 東山スカイタワー
東山スカイタワー（ひがしやまスカイタワー）は、愛知県名古屋市千種区の東山公園の施設の一つである展望タワー。正式名称は東山公園展望塔。高さは、地上134.0メートル。ただし、タワーは標高80メートルの丘の上にあるため、標高では214.0メートルになる。建物は鉛筆の形をしている。

## 概要
名古屋市制100周年を記念して建てられ、1989年（平成元年）7月11日に開業した。
展望台としての観光用途の他、防災無線の中継基地として14基のパラボラアンテナと無線機械室を備える他、高所監視カメラを設置するなど、名古屋市の防災上重要な役割を果たしている。
展望室は、地上100メートル（標高180メートル）にあり、展望台からは、JRセントラルタワーズ（名古屋駅）、名古屋テレビ塔、ナゴヤドームなど市内を一望できるほか、天気が良ければ遠くに御嶽山や鈴鹿山脈、木曽山脈（中央アルプス）などの山々や三河湾、志摩半島、さらに条件が良ければ赤石山脈（南アルプス）の一部などを眺めることができる日もある。また、周りに高い建物がないので夜景が素晴らしいことでも知られ、2004年（平成16年）7月「日本夜景遺産」に選定、2004年（平成16年）8月「夜景100選」に選定された国内有数の夜景スポットでもある。2013年（平成25年）には名古屋市が公募した第1回「まちなみデザイン20選」にも選定された。
上るのには大人300円、65歳以上の名古屋市在住者で100円が必要である（中学生以下は無料）。東山動植物園との共通観覧券640円を利用することができる。
全国の観光タワーで構成されている「全日本タワー連盟」に加盟している。
東京スカイツリーの開業後「東山スカイツリー」と間違った表記をされることがあり、東山スカイタワーも自らそのことをネタしている。ただしこちらは放送電波は送信していない。
2007年（平成19年）9月30日にはイメージキャラクター「のっぴー」が登場した。

## 交通機関
- 名古屋市営地下鉄東山線
  - 東山公園駅下車、3番出口より徒歩で約15分[11]。
  - 星ヶ丘駅下車、6番出口より徒歩で約15分[11]。

## ギャラリー

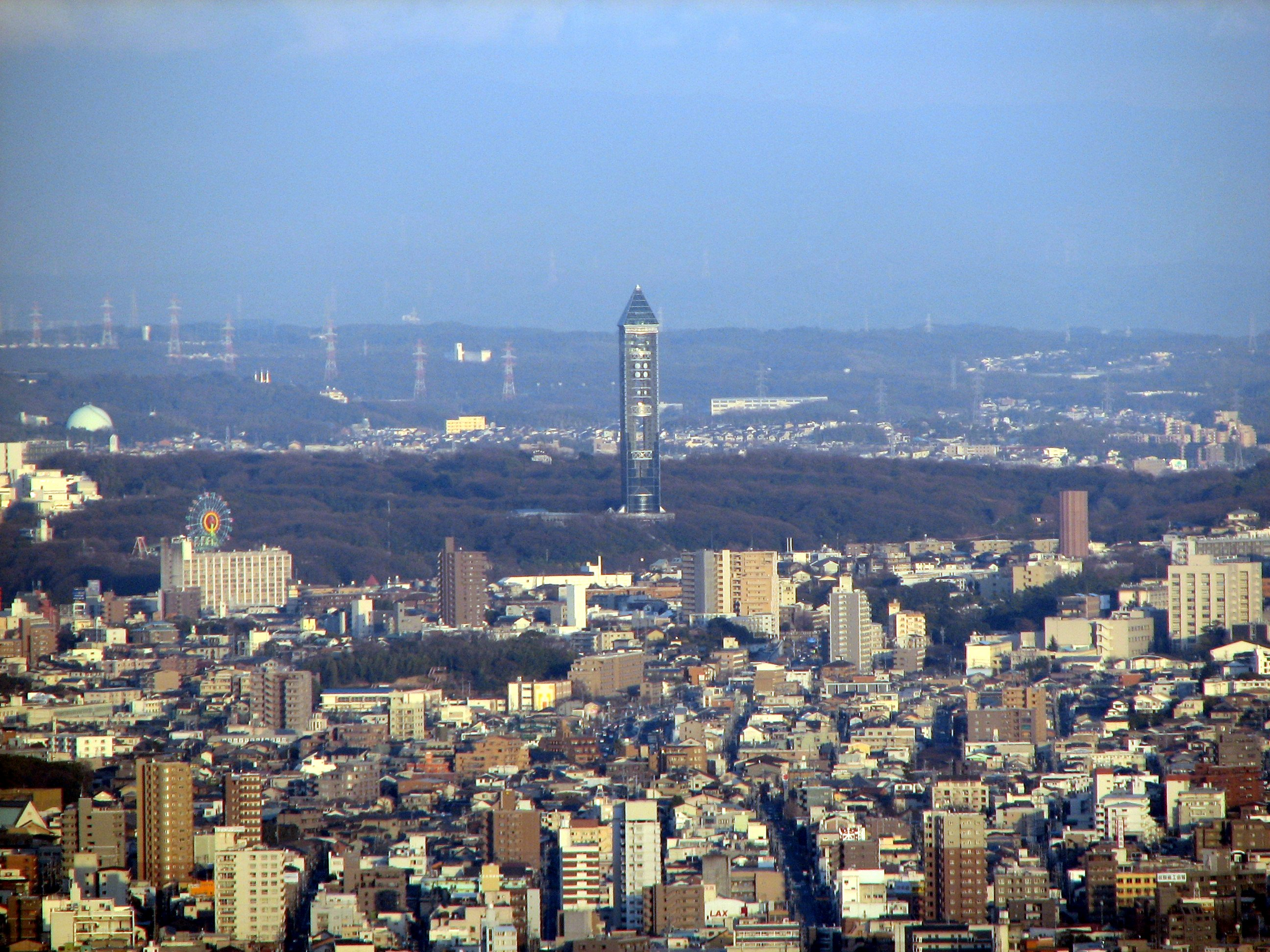
ミッドランドスクエアより東山スカイタワー遠景 （2007年（平成19年）3月）
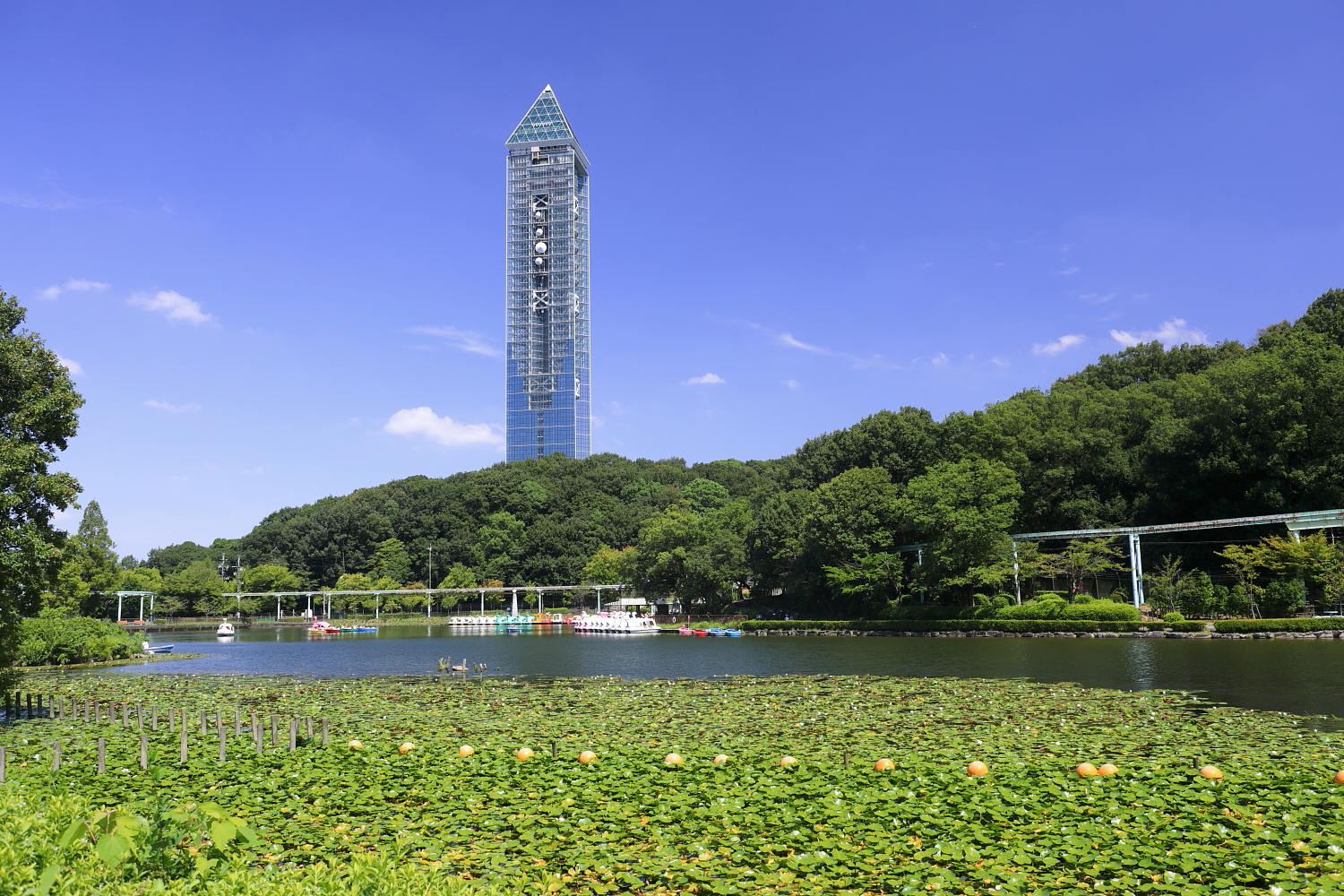
東山公園にある上池と東山スカイタワー （2021年（令和3年）8月）
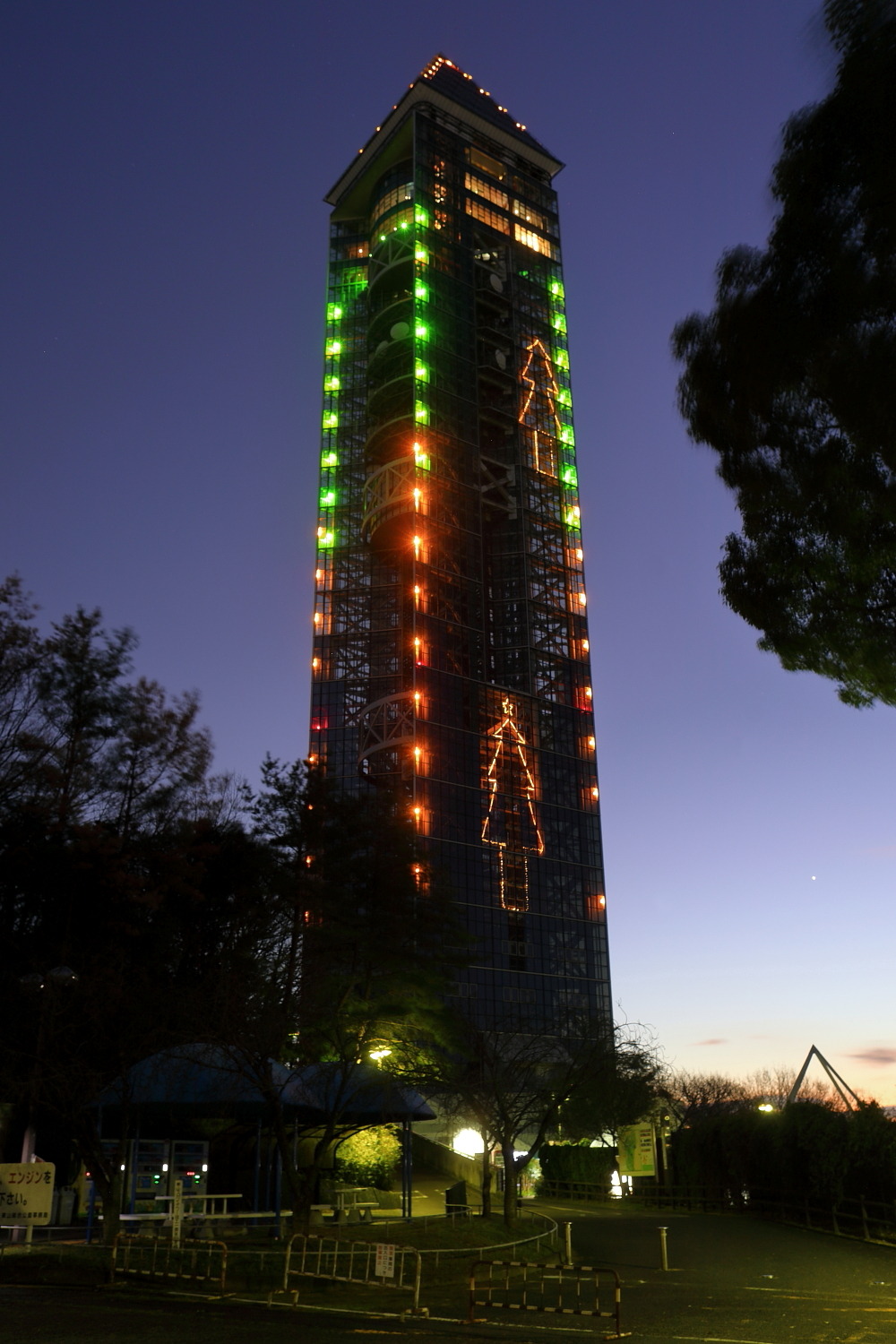
東山スカイタワーのイルミネーション （2021年（令和3年）12月）
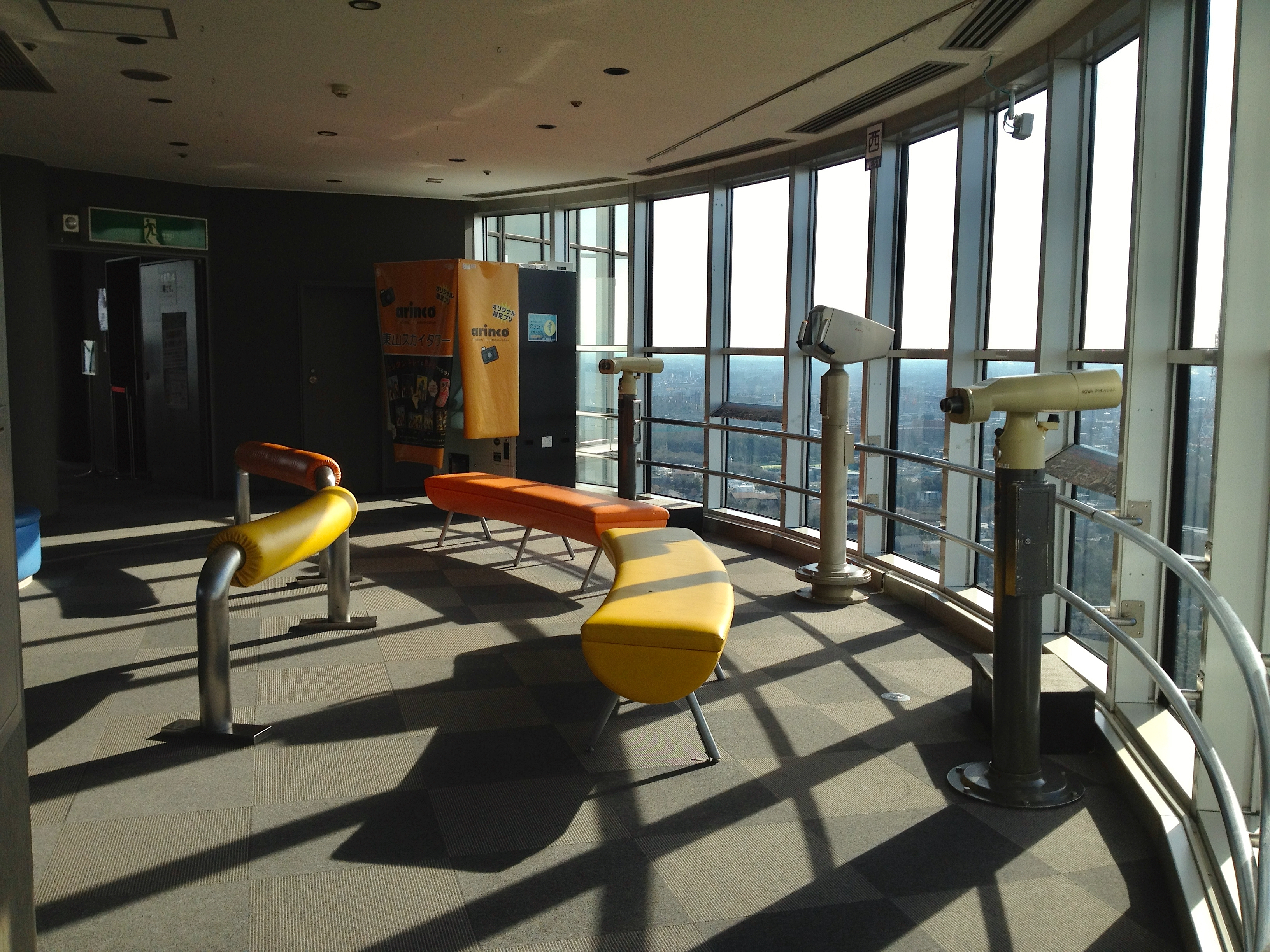
展望階の様子 （2012年（平成24年）2月）